# 勝山市立成器南小学校
勝山市立成器南小学校（かつやましりつ せいきみなみしょうがっこう）は、福井県勝山市元町に所在する公立小学校。2014年からユネスコスクール加盟校。勝山市内の他の公立小学校と同様に持続可能な開発のための教育（ESD）に注力している。

## 特色
ユネスコスクール認定に先駆けて、2012年度に第20回環境自治体会議が勝山市で開催されることを踏まえ、市内の小中学校では2010年度から環境教育が実施された。成器南小学校ではゴーヤで緑のカーテンを製作した。ユネスコスクール加盟後にはESD教育に注力している。2020年には校区の食糧事情の調査・生産者への取材を行った。

## 対外関係
2010年1月に発生したハイチ地震を受け、校内の青少年赤十字（JRC）委員会は同月に募金を呼びかけ、3万6106円を集金した。集まった募金は仁愛女子高等学校ボランティア委員会と同日に日本赤十字社福井県支部に寄託した。
令和3年の大雪を受け、2021年には中国人技能実習生をはじめ勝山市在住の在日中国人による雪かきが成器小学校の付近で行われた。数日後には成器南小の5,6年生がふくい外国人コミュニティリーダー于大偉に感謝状を贈った。また同年春には福井県立恐竜博物館の野外恐竜博物館のシーズンセレモニーに5年生の児童が出席し、発掘体験に参加した。